# 拉林都河
拉林都河（Lalindu）是印度尼西亚苏拉威西岛东南半岛的一条河流，是拉索罗河的一条支流。

## 资料来源
1. ↑  Rand McNally, The New International Atlas, 1993.